# Giovanna Micol
Giovanna Micol (Trieste, 18 aprile 1982) è una velista italiana.

## Biografia
Nata nel 1982 a Trieste, ha iniziato a praticare la vela a 8 anni.
A 26 anni ha partecipato ai Giochi olimpici di Pechino 2008, arrivando 5ª nel 470 insieme alla timoniera Giulia Conti, con 94 punti, 75 con le penalità.
4 anni dopo ha preso parte alle Olimpiadi di Londra 2012, terminando di nuovo 5ª nel 470, sempre con Giulia Conti come timoniera, con 91 punti, 73 con le penalità.
Nel 2009 ha vinto, insieme a Giulia Conti, l'oro nel 470 ai Giochi del Mediterraneo di Pescara.
Ai Mondiali di Santander 2014 ha partecipato nel Nacra 17, in coppia con Lorenzo Bressani, chiudendo 13ª con 110 punti, 87 con le penalità.

## Palmarès

### Giochi del Mediterraneo
- 1 medaglia:
  - 1 oro (470 a Pescara 2009)